# Nicholas Metropolis
Nicholas Constantine Metropolis (11 de juny de 1915 – 7 d'octubre de 1999) va ser un matemàtic, físic i informàtic greco-estatunidenc.
Metropolis va rebre la seva llicenciatura el 1937 i es va doctorar el 1941 en física experimental a la Universitat de Chicago. Més endavant, Robert Oppenheimer el va reclutar a Chicago, on col·laborava amb Enrico Fermi i Edward Teller en els primers reactors nuclears, per portar-lo al Laboratori Nacional de Los Alamos. Va arribar a Los Alamos, l'abril de 1943, com un membre del grup original de cinquanta científics.
A l'acabar la Segona Guerra Mundial va retornar a la vida acadèmica ocupant una posició de professor ajudant a la Universitat de Chicago. El 1948 va tornar a anar a Los Alamos per liderar el grup de la divisió Teòrica (T) que va dissenyar i construir l'ordinador MANIAC I el 1952 i el MANIAC II el 1957 (va triar el nom MANIAC amb l'esperança d'acabar amb l'auge d'acrònims amb els quals s'anomenava les màquines, però és probable que la seva elecció només n'estimulés l'ús encara més). De l'any 1957 al 1965 fou professor de física a la Universitat de Chicago i va ser el director fundador del Institute for Computer Research. El 1965 va retornar a Los Alamos on va ser nomenat Laboratory Senior Fellow el 1980.
Metropolis va contribuir diverses idees originals al camp de les matemàtiques i la física, entre els quals es troba el Mètode de Montecarlo. El 1953 Metropolis va ser coautor del primer article sobre una tècnica clau per al mètode ara conegut com a recuita simulada. També va desenvolupar un algorisme (l'algorisme Metropolis o Metropolis-Hastings, ja que posteriorment va ser generalitzat per W. K. Hastings) per a generar mostres de la distribució de Boltzmann
Metropolis va ser membre de l'Acadèmia Americana d'Arts i Ciències, la Societat per a les matemàtiques industrials i aplicades i la Societat Americana de Matemàtiques. El 1987 es va convertir en el primer empleat de Los Alamos distingit amb el títol d'«emèrit» per la Universitat de Califòrnia. També va rebre el Computer Pioneer award de l'Institut d'Enginyers Elèctrics i Electrònics i va ser membre de la Societat de Física Americana.
Va morir a Los Alamos, Nou Mèxic.